# Damaskini
I damaskini sono dei brevi scritti di origine bulgara nati (per ispirazione) a seguito della pubblicazione del Tesoro di Damasceno Studita. Pervasi da un forte intento moraleggiante, i damaskini presentano una commistione di tematiche religiose e puramente narrative. La lingua utilizzata era un bulgaro molto arcaico.